# Madill
Madill é uma cidade localizada no estado norte-americano de Oklahoma, no Condado de Marshall.

## Demografia
Segundo o censo norte-americano de 2000, a sua população era de 3410 habitantes.
Em 2006, foi estimada uma população de 3698, um aumento de 288 (8.4%).

## Geografia
De acordo com o United States Census Bureau tem uma área de
7,6 km², dos quais 7,5 km² cobertos por terra e 0,1 km² cobertos por água. Madill localiza-se a aproximadamente 247 m acima do nível do mar.

## Localidades na vizinhança
O diagrama seguinte representa as localidades num raio de 20 km ao redor de Madill.